# ブラシダス
ブラシダス（Βρασίδας, ラテン文字転記：Brasidas, ? - 紀元前422年）はペロポネソス戦争前期において活躍したスパルタの将軍である。父テリスと、母アルギレオニスのあいだに生まれた彼は、若年にもかかわらず軍を指揮して戦い、ペロポネソス戦争の最初の十年間で最も傑出した軍事的才能の持ち主であった。また、彼は雄弁な弁論家としても知られていた。
紀元前431年アテナイ軍に包囲されたメッセニア人の救出によって、ブラシダスは最初の栄冠を勝ち取った。翌年、彼は名誉あるエフォロイに選ばれる。
紀元前429年にペロポネソス同盟側はアテナイの同盟国であるザキュントスやケファレニアをアテナイから切り離し、またケルキュラとの間に楔を打ち込もうとして、アテナイとそれらの同盟国との間に横たわるアカルナニアの地を勢力下に置くために軍を送った。しかし、この作戦でペロポネソス同盟軍は陸海で敗退した。これを受けてスパルタは、敗れて戻ってきたクネモス（その年のペロポネソス同盟連合艦隊の総司令官）の諮問団としてブラシダス、ティモクラテス、リュコフロンを、クネモスのいたキュレネへと送った。彼らは同盟諸国に布告を出して77隻の艦船を集め、リオンの海戦でペロポネソス艦隊を破ったアテナイの提督フォルミオンとの再戦を目論んだが、引き続いて起こった海戦（ナウパクトスの海戦）におけるブラシダスの行動については不明で記録がない。
紀元前427年にアテナイに反旗を翻したミュティレネ（ミュティレネの反乱）の救援に向ったが助けが間に合わずに帰国した提督アルキダスとレウカスの相談役として、ブラシダスはスパルタから送り込まれる。彼らはキュレネで合流し、ケルキュラ方面での作戦を計画、準備した。というのもその頃ケルキュラは親スパルタの寡頭派と親アテナイの民主派が内戦を起こしており、アテナイがそれに介入して将軍ニコストラトスを送っていたからだ。ケルキュラにやってきたアルキダス艦隊53隻は迎撃してきたアテナイ・ケルキュラ連合艦隊72隻を海戦で破った。この時、ブラシダスは敵に追い討ちをかけ、ケルキュラ島を攻撃することを提案したが、アルキダスはそれを容れずにギリシア本土側の基地へと引き返した。その後、エウリュメドン率いるアテナイの増援艦隊60隻が接近しつつあるという知らせを受けるとアルキダスは帰国し、ケルキュラ方面作戦は失敗に終わった。
紀元前424年にトラキアへと遠征したブラシダスは重装歩兵1000人とヘイロタイ700人を率い、リュンコスの豪族アラバイオスを征討しようとしていたマケドニア王ペルディッカス2世によって迎え入れられた。しかし、ブラシダスは戦わずしてアラバイオスを味方にしたため、アラバイオスを征服したいと思っていたペルディッカスは不満を抱いて軍隊扶養額の負担分を二分の一から三分の一に減らした。しかし、翌紀元前423年にはペルディッカスの希望が通ったのかブラシダスとペルディッカスはリュンコス遠征を行った。ところが、ペルディッカスの援軍に来るはずだったイリュリア軍がリュンコス側に寝返ったためにペルディッカスは単独で撤退した。ブラシダスもその直後リュンコスを去ったが、ペルディッカスの身勝手な行動に怒ったブラシダスはマケドニア領を荒らしたため、ペルディッカスはアテナイに接近し、同盟を結んだ。
紀元前422年、過激な扇動家して知られるアテナイの将軍クレオンは、当時ブラシダスが無血開城で手に入れたアンフィポリスを取り戻すべく、停戦協定の有効期限が切れる4月が過ぎたあとアテナイ軍をアンフィポリスへ向けて進軍させた。クレオンはペルディッカスに援軍を要請し、現地でトラキアの傭兵を雇ったのちは、エイオンで援軍が来るのをただひたすら待った。アテナイの兵士たちは過激な演説と打って変わったクレオンのこの弱腰な態度に不満を抱くようになり、クレオンは仕方なく援軍を待たずして自軍を動かす羽目になる。アンフィポリスに到着したクレオンは、城門や城壁にスパルタ兵が配備されていないことに驚愕し、野営地をさっそく作り始めたが、これはブラシダスの策略だった。ひそかに自軍をアテナイ軍野営地近くの森に潜ませていたブラシダスは、クレオンの軍事的才能のなさを見抜き、兵力では圧倒的に不利であるにもかかわらず戦略面で勝機があると考えた。ペロポネソス戦争を記録したトゥキディデスによると、クレオンの軍をみずから偵察したブラシダスは部下に、「アテナイ軍は我々に備えていない。槍の持ち方、頭の動かし方で明白だ。あのような未熟な動きでは、奇襲に対しなすすべもないだろう」と語ったという。

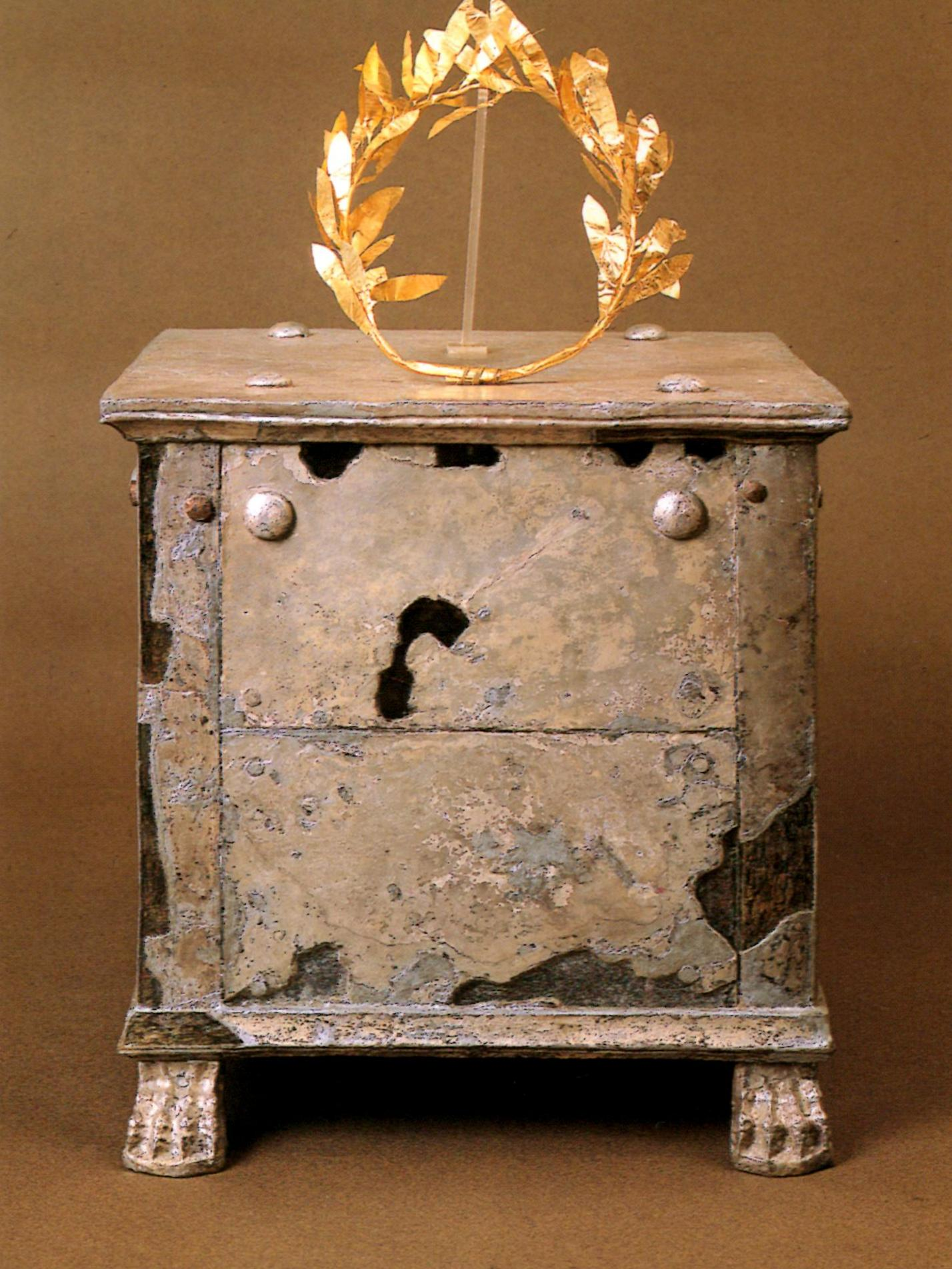
ブラシダスの銀の納骨堂と金の冠(アンフィポリス考古学博物館)。

ブラシダスは敵を混乱させることを目的とした、大胆かつ少数精鋭の兵士をみずから率いて奇襲攻撃をおこなったあとに、大部隊を率いる副官に追撃をさせるという作戦を思いつく。ところが、いままさに計画を実行に移そうとした矢先、クレオンはブラシダスの部隊が近くにいるのを察し、すぐさま野営地を片づけて沿岸部まで撤退してしまった。ふたたびエイオンで援軍を待つことにしたクレオンの二転三転する指揮に、アテナイ軍内部はすでにパニック状態になっていた。ブラシダスはこの機を逃さず、すぐさま攻撃を開始する。わずか150人の精鋭兵を率いたブラシダスはアテナイ軍の左翼へまわりこんで攻撃し、案の定大混乱に陥った敵兵を次々と倒していった。一方、ブラシダスと同盟を結んだエドニア人とカルシディア人からなる別部隊が北東の門から攻撃し、アテナイ軍の右翼を破壊。同盟軍による騎兵隊と軽歩兵は逃亡したアテナイ兵を追跡し、クレオンを含む600人の兵士を倒した。なお、この戦いにおいてスパルタ軍は7人の死亡者のみであったが、そのうちの1人はブラシダスであり、彼は頭部に致命的な傷を負った。ブラシダスはアンフィポリスに運ばれるまで意識があり、自軍の勝利を知らされたあと死亡する。のちに彼はアンフィポリスで埋葬された。こういった埋葬方法は古代ギリシア人のあいだでも並外れた名誉とされ、ブラシダスはその後アンフィポリスの創始者と見なされるようになる。なおスパルタでは、パウサニアスとレオニダスの墓の近くで彼の慰霊碑が建てられた。ブラシダスはアンフィポリスの英雄であり真の入植者として崇拝され、毎年彼の死を悼むために競技会がおこなわれた(古代オリンピック同様、葬祭儀式を起源とする競技会は都市の英雄を讃えるという意味あいがあった)。
近年の発掘調査により、アンフィポリスのアゴラでブラシダスの墓が特定された。トゥキディデスによると、ブラシダスの墓はアンフィポリスの広場の前に祀られたとある。アンフィポリスにおける考古学的な発掘により、建築物の基礎と、銀でできた納骨堂、金の王冠を伴う墓が発見された。この納骨堂は現在、アンフィポリス考古学博物館にある。

## 註
1. ↑  Xenophon, ''Hell.'' ii. 3, 10
2. ↑  トゥキュディデス, II. 85
3. ↑  ibid, III. 76-81
4. ↑  ibid, IV. 79-83
5. ↑  ibid, IV. 124, 125, 128, 132
6. ↑  ibid,V.6-V.8
7. ↑  ibid, V.10
8. ↑  https://digitalcommons.adelphi.edu/ant_pubs/12/